# Talestris
La reina Talestris (en griego antiguo: Θάληστρις) era, según el Romance de Alejandro, una reina de las Amazonas que llevó a 300 mujeres a Alejandro Magno esperando criar una raza de niños tan fuerte e inteligente como él.

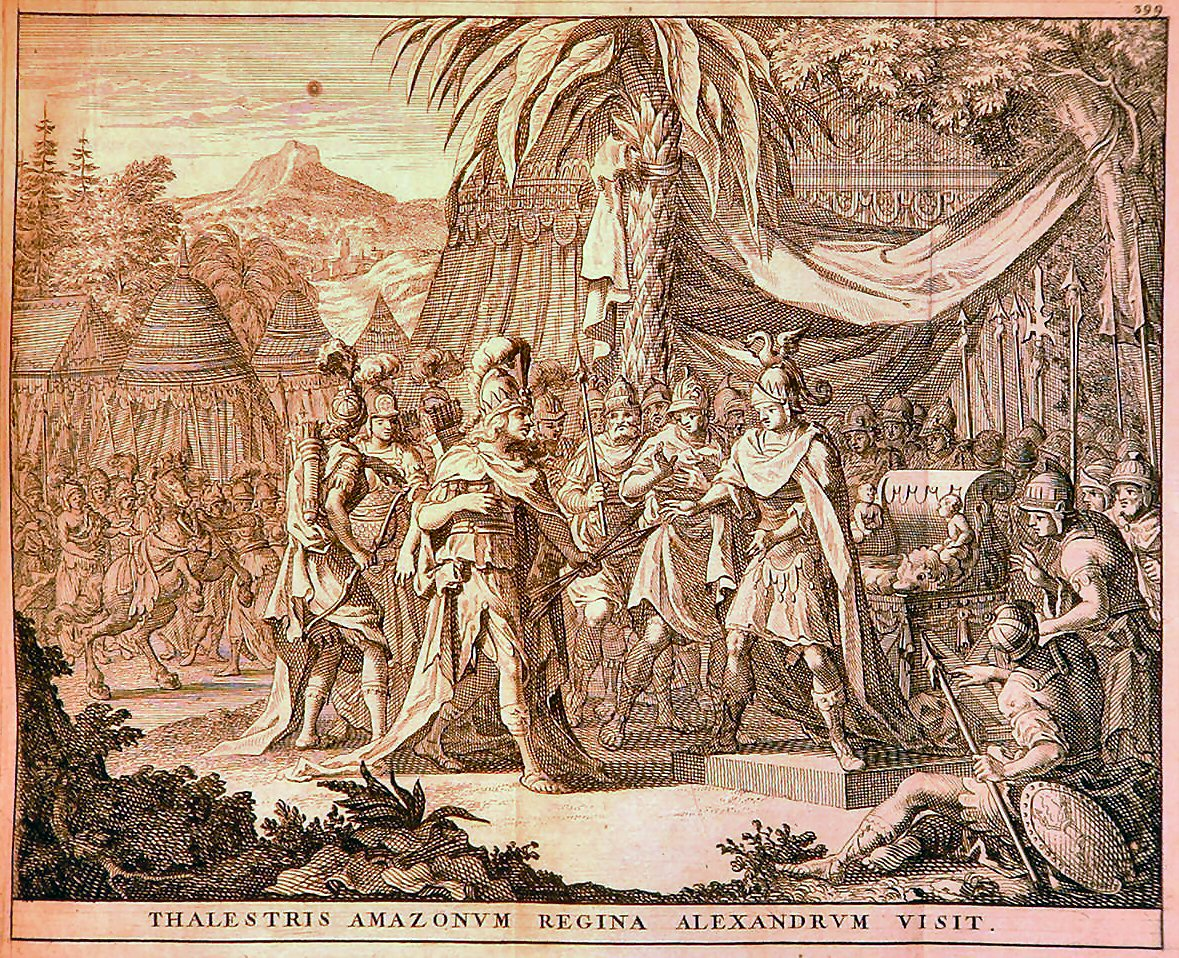
Grabado de 1696: Visita de Talestris a Alejandro.

Según la leyenda, Talestris permaneció con el rey macedonio por 13 días y noches esperando que un gran guerrero engendrara una hija con ella. Sin embargo, varios historiadores de Alejandro Magno disputan la reclamación, incluyendo la fuente secundaria Plutarco. En su obra menciona que el comandante naval secundario de Alejandro, Onesícrito, estaba leyendo el pasaje amazónico al rey Lisímaco de Tracia quien estaba en la expedición original; dice que el rey sonrió y dijo «¿Dónde estaba yo, entonces?».